# 빌헬름 몽케
빌헬름 몽케(독일어: Wilhelm Mohnke, 1911년 3월 15일 ~ 2001년 8월 6일)는 독일의 군인이다. 무장친위대 소속으로 최종 계급은 여단지도자. 퓌러엄폐호에서 아돌프 히틀러의 최후까지 함께한 장성급 인물들 중 하나이다.
1931년 9월 나치당에 입당했다. 몽케는 프랑스, 폴란드, 발칸 전역에서 경호친위대 아돌프 히틀러 부대와 행동을 함께했다. 경호친위대에 기갑전력을 추가하려는 시도가 여러 차례 무산되자 제12SS기갑사단 히틀러유겐트로 옮겨가 제26연대를 지휘했다. 1944년 7월 11일 기사십자 철십자장을 수훈했다. 이후 1944년 12월 16일 아르덴 대공세 시점에는 경호친위대 사단장을 역임했다.
1940년 프랑스, 1944년 6월 노르망디, 1944년 12월 벨기에에서 포로들을 학살한 전쟁범죄 혐의가 있지만 한 번도 기소되지 않았고 2001년 90세로 사망했다.
| 전임 여단지도자 테오도어 비슈 | 제3대 제1SS기갑사단 경호친위대 아돌프 히틀러 사단장 1944년 8월 20일 ~ 1945년 2월 6일 | 후임 여단지도자 오토 쿰 |